# Hans Heinrich Schaeder
Hans Heinrich Schaeder (* 31. Januar 1896 in Göttingen; † 13. März 1957 ebenda) war ein deutscher Orientalist, Iranist und Religionshistoriker.

## Leben
Hans Heinrich Schaeder war Sohn des evangelischen Theologen Erich Schaeder. Er war ein Bruder von Hildegard Schaeder und ein älterer Vetter des Theologen, Staatswissenschaftlers und Islamwissenschaftlers Günter Lüling. Er war ordentlicher Professor in Königsberg (1926–1930), Leipzig (1930–1931), Berlin (1931–1945) und Göttingen (ab 1945). Hans Heinrich Schaeder war seit 1927 mit der späteren Buber-Biografin Grete Schaeder verheiratet.
In der Zeit bis 1933 forschte Schaeder vor allem zum Zoroastrismus und zum Manichäismus. Er gehörte damals zu den angesehensten Wissenschaftlern im Bereich der Islamforschung und der Iranistik. Unter anderem arbeitete er am Theologischen Wörterbuch zum Neuen Testament mit. Nach 1933 gehörte Schaeder der Nationalsozialistischen Volkswohlfahrt, dem Nationalsozialistischen Lehrerbund sowie dem Reichsluftschutzbund an. Für den britisch-sowjetischen Einmarsch in Persien Ende August 1941 machte er „den Juden“ verantwortlich, woraus er eine Schicksalsgemeinschaft Irans mit Deutschland ableitete, da beide Völker „arisches“ Erbe in sich trügen. Schaeder trat auch als Redner für die Propagandaleitung der NSDAP im Gau Brandenburg auf und ließ Teile seiner Vorträge im Presseorgan der Hitlerjugend abdrucken.
Er war Mitarbeiter im Institut zur Erforschung und Beseitigung des jüdischen Einflusses auf das deutsche kirchliche Leben, wo er dem Arbeitskreis „Neues Testament und altjüdische Religionsgeschichte“ angehörte. Daneben engagierte sich Schaeder für den vom Reichsministerium für Wissenschaft, Erziehung und Volksbildung initiierten Kriegseinsatz der Geisteswissenschaften und arbeitete ab Ende 1944 noch in der vom Einsatzstab Reichsleiter Rosenberg neugegründeten Arbeitsgemeinschaft zur Erforschung der bolschewistischen Weltgefahr mit.

## Veröffentlichungen (Auswahl)
- mit Richard Reitzenstein: Studien zum antiken Synkretismus. 1926.
- Urform und Fortbildungen des manichäischen Systems. 1927.
- Esra der Schreiber (= Beiträge zur historischen Theologie. Band 5). Mohr, Tübingen 1930.
- als Übersetzer: Frants Buhl: Das Leben Muhammeds. Leipzig 1930; Nachdruck 1954; 3. Auflage. Wissenschaftliche Buchgesellschaft, Darmstadt 1961.
- Goethes Erlebnis des Ostens. 1938.
- Der Mensch in Orient und Okzident. Hrsg. von Grete Schaeder. München 1960.
- Studien zur orientalischen Religionsgeschichte. Hrsg. von Carsten Colpe. Wissenschaftliche Buchgesellschaft, Darmstadt 1968.